# 上野忠親
上野 忠親（うえの ただちか、貞享元年（1684年） - 宝暦5年5月9日（1755年6月18日）は、江戸時代中期の鳥取藩士。通称は小平太、幼名は小平次、または新九郎。

## 経歴
貞享元年（1684年）、山城国伏見の西尾氏の家に生まれる。池田光仲の側室・上野氏（後に厚恩院）の甥に当り、その縁で元禄7年（1694年）、鳥取に招かれ、厚恩院の養子となった。厚恩院の許で養育された忠親は元禄11年（1698年）～12年（1699年）にかけて学問を習うため、京都へ上った。宝永4年（1707年）3月、厚恩院の申し出により、300石が与えられ、正徳2年（1712年）8月、上野姓に改めた。享保7年（1722年）2月、厚恩院が没すると厚恩院に支給されていた300石を合わせて、600石が与えられ、上野氏の家督を継いだ。元文4年（1739年）2月、元文一揆が起こった際、寄合組に属していた忠親は、藩主・池田吉泰の命で農民の差し出した覚書の説明を行ったが、一揆に同情的との理由で同年4月、閉門を命じられた。『鳥取藩史』によれば閉門中は専ら、著述に励んでいたという。同年12月には閉門が免ぜられ、後に木鼡翁と名乗った。宝暦5年（1755年）5月9日、鳥取城下の茶町の屋敷にて病没、享年72。子の小平太が家督を継いだが、寛政年間に故有って家禄を減らされ、後に断絶した。

## 著書について
幼い頃より学問を好んだ忠親は多くの著書を残している。幅広い分野に精通し、知識が豊富であった忠親は異事・奇聞を探り、それを記した。後に岡嶋正義からはその功績を「後世史家我藩に旧説の伝はれる、大半斯人の賜なり」（『因府年表』）と称されている。また、武術にも精通しており、武術関係の著書も存在している。

### 主な著作
- 『雪窓夜話』
- 『雪窓閑話』
- 『井蛙語海』（雖井蛙流剣術についての書）
- 『雨夜筆談』（新陰疋田流槍術についての書）
- 『勝見名跡誌』
- 『攪睡劇談』
- 『勝見日記』
- 『開巻可笑』
- 『異本池田系図』
- 『武士諺』
- 『木鼡翁随筆』